# 365 v.Chr.
Het jaar 365 v.Chr. is een jaartal volgens de christelijke jaartelling. 

## Gebeurtenissen

### Griekenland
- Perdiccas III van Macedonië laat Ptolemaeus I vermoorden en wordt zelf koning van Macedonië.
- De Atheense generaal Timotheus herovert het eiland Samos in de Egeïsche Zee.
- Philippus II van Macedonië krijgt in Thebe van Epaminondas een militaire opvoeding en scholing.

### Italië
- In Rome voeren Etruskische acteurs de eerste theatervoorstelling op.

### Egypte
- Kroonprins Teos begeleidt als co-regent zijn vader farao Nectanebo I.

## Geboren
- Euclides van Alexandrië (~365 v.Chr. - ~300 v.Chr.), Grieks wiskundige
- Zhuangzi (~365 v.Chr. - ~295 v.Chr.), Chinese filosoof

## Overleden
- Antisthenes (~445 v.Chr. - ~365 v.Chr.), Atheens filosoof (80)
- Eurydice I van Macedonië, koningin en moeder van Philippus II
- Marcus Furius Camillus, Romeins staatsman en veldheer (81)